# Lista das maiores empresas da Alemanha
Este artigo lista as maiores empresas da Alemanha em termos de receita, lucro líquido e ativo total, de acordo com as revistas de negócios norte-americanas Fortune e Forbes.

## ListaFortunede 2019
Esta lista exibe todas as 29 empresas alemãs na Fortune Global 500, que classifica as maiores empresas do mundo por receita anual. Os números abaixo são dados em milhões de dólares americanos e são para o ano fiscal de 2018. Também estão listados a localização da sede, o lucro líquido, o número de funcionários em todo o mundo e o setor da indústria de cada empresa.
| Classificação | Classificação na Fortune 500 | Nome                 | Setor              | Receita (milhões de dólares) | Lucro (milhões de dólares) | Funcionários | Sede            |
| ------------- | ---------------------------- | -------------------- | ------------------ | ---------------------------- | -------------------------- | ------------ | --------------- |
| 1             | 9                            | Volkswagen           | Automotiva         | 278,342                      | 14,322                     | 664,496      | Wolfsburg       |
| 2             | 18                           | Daimler AG           | Automotiva         | 197,515                      | 8,555                      | 298,683      | Stuttgart       |
| 3             | 45                           | Allianz              | Seguros            | 170,930                      | 13,140                     | 142,460      | Munich          |
| 4             | 53                           | BMW                  | Automotiva         | 115,042                      | 8,399                      | 134,682      | Munich          |
| 5             | 70                           | Siemens              | Conglomerado       | 98,802                       | 6,909                      | 379,000      | Munich/Berlim   |
| 6             | 77                           | Robert Bosch GmbH    | Partes automotivas | 92,602                       | 3,596                      | 409,881      | Stuttgart       |
| 7             | 78                           | Uniper               | Electric utility   | 92,260                       | −533                       | 11,828       | Düsseldorf      |
| 8             | 90                           | Deutsche Telekom     | Telecomunicações   | 89,286                       | 2,556                      | 215,675      | Bonn            |
| 9             | 115                          | BASF                 | Chemicals          | 78,799                       | 5,555                      | 122,404      | Ludwigshafen    |
| 10            | 124                          | Deutsche Post        | Transporte         | 75,001                       | 2,449                      | 499,018      | Bonn            |
| 11            | 145                          | Munich Re            | Seguros            | 67,226                       | 2,726                      | 41,410       | Munich          |
| 12            | 183                          | RWE                  | Electric utility   | 56,017                       | 465                        | 58,441       | Essen           |
| 13            | 205                          | Continental AG       | Partes automotivas | 52,404                       | 3,419                      | 243,226      | Hanover         |
| 14            | 208                          | Deutsche Bahn        | Transporte         | 52,004                       | 623                        | 318,528      | Berlin          |
| 15            | 215                          | ThyssenKrupp         | Conglomerado       | 50,856                       | 9                          | 161,096      | Essen           |
| 16            | 239                          | Deutsche Bank        | Bancário           | 46,969                       | 315                        | 91,737       | Frankfurt       |
| 17            | 240                          | Bayer                | Farmacêutica       | 46,718                       | 2,000                      | 116,998      | Leverkusen      |
| 18            | 266                          | ZF Friedrichshafen   | Partes automotivas | 43,582                       | 1,065                      | 148,969      | Friedrichshafen |
| 19            | 267                          | Metro AG             | Verejo             | 43,467                       | 409                        | 132,229      | Düsseldorf      |
| 20            | 282                          | Talanx               | Seguros            | 42,391                       | 830                        | 20,780       | Hanover         |
| 21            | 284                          | Lufthansa            | Airline            | 42,302                       | 2,553                      | 115,882      | Cologne         |
| 22            | 313                          | Fresenius            | Serviço de saúde   | 39,571                       | 2,392                      | 276,750      | Bad Homburg     |
| 23            | 348                          | E.ON                 | Electric utility   | 35,703                       | 3,803                      | 43,302       | Essen           |
| 24            | 392                          | DZ Bank              | Bancário           | 31,975                       | 973                        | 28,682       | Frankfurt       |
| 25            | 412                          | Phoenix Pharmahandel | Verejo             | 30,296                       | −175                       | 29,631       | Mannheim        |
| 26            | 427                          | SAP SE               | Tecnologia         | 29,159                       | 4,819                      | 96,498       | Walldorf        |
| 27            | 477                          | Ceconomy             | Verejo             | 26,129                       | −252                       | 53,954       | Düsseldorf      |
| 28            | 481                          | Adidas               | Apparel            | 25,920                       | 2,009                      | 57,016       | Herzogenaurach  |

## ListaForbesde 2019
Esta lista é baseada na Forbes Global 2000, que classifica as 2.000 maiores empresas de capital aberto do mundo. A lista da Forbes leva em consideração uma grande quantidade de fatores, incluindo receita, lucro líquido, ativos totais e valor de mercado de cada empresa; cada fator recebe uma classificação ponderada em termos de importância ao considerar a classificação geral. A tabela a seguir também relaciona a localização da sede e o setor da indústria de cada empresa. Os números estão em bilhões de dólares americanos e referem-se ao ano de 2018. Todas as 53 empresas da Forbes 2000 da Alemanha estão listadas.
| Classificação | Classificação na Forbes 2000 | Nome                             | Sede             | Receita (bilhões de dólares) | Lucro (bilhões de dólares) | Ativos (bilhões de dólares) | Valor de mercado (bilhões de dólares) | Setor                 |
| ------------- | ---------------------------- | -------------------------------- | ---------------- | ---------------------------- | -------------------------- | --------------------------- | ------------------------------------- | --------------------- |
| 1             | 18                           | Volkswagen                       | Wolfsburg        | 278.2                        | 14.0                       | 553.5                       | 92.0                                  | Automotiva            |
| 2             | 23                           | Allianz                          | Munich           | 118.8                        | 8.8                        | 1,060.2                     | 102.3                                 | Seguros               |
| 3             | 37                           | Daimler AG                       | Stuttgart        | 197.4                        | 8.6                        | 321.9                       | 71.3                                  | Automotiva            |
| 4             | 57                           | BMW                              | Munich           | 115.0                        | 8.4                        | 238.9                       | 57.5                                  | Automotiva            |
| 5             | 64                           | Siemens                          | Munich / Berlin  | 98.3                         | 5.5                        | 164.2                       | 97.0                                  | Conglomerado          |
| 6             | 99                           | BASF                             | Ludwigshafen     | 76.2                         | 5.6                        | 103.8                       | 76.6                                  | Chemicals             |
| 7             | 116                          | Deutsche Telekom                 | Bonn             | 89.3                         | 2.6                        | 176.5                       | 79.4                                  | Telecomunicações      |
| 8             | 147                          | Munich Re                        | Munich           | 62.9                         | 2.7                        | 311.6                       | 36.3                                  | Seguros               |
| 9             | 164                          | Bayer                            | Leverkusen       | 46.7                         | 2.0                        | 150.3                       | 64.1                                  | Farmacêutica          |
| 10            | 176                          | SAP SE                           | Walldorf         | 29.1                         | 4.8                        | 58.9                        | 134.9                                 | Tecnologia            |
| 11            | 208                          | Deutsche Post                    | Bonn             | 72.6                         | 2.4                        | 60.0                        | 43.1                                  | Transporte            |
| 12            | 239                          | Continental AG                   | Hanover          | 52.4                         | 3.4                        | 47.4                        | 35.0                                  | Partes automotivas    |
| 13            | 258                          | Fresenius                        | Bad Homburg      | 39.6                         | 2.4                        | 64.8                        | 30.6                                  | Serviço de saúde      |
| 14            | 263                          | E.ON                             | Essen            | 35.1                         | 3.8                        | 64.6                        | 24.0                                  | Electric utility      |
| 15            | 322                          | Henkel                           | Düsseldorf       | 23.5                         | 2.7                        | 34.3                        | 43.1                                  | Consumer goods        |
| 16            | 413                          | Lufthansa                        | Cologne          | 42.3                         | 2.6                        | 44.4                        | 12.1                                  | Airline               |
| 17            | 430                          | Adidas                           | Herzogenaurach   | 25.9                         | 2.0                        | 17.8                        | 52.0                                  | Apparel               |
| 18            | 482                          | HeidelbergCement                 | Heidelberg       | 21.3                         | 1.3                        | 41.9                        | 16.3                                  | Building material     |
| 19            | 484                          | Talanx                           | Hanover          | 41.6                         | 0.8                        | 179.1                       | 10.3                                  | Seguros               |
| 20            | 494                          | Commerzbank                      | Frankfurt        | 15.0                         | 1.0                        | 528.6                       | 11.4                                  | Bancário              |
| 21            | 547                          | Deutsche Bank                    | Frankfurt        | 42.3                         | 0.3                        | 1,541.1                     | 18.1                                  | Bancário              |
| 22            | 566                          | Merck Group                      | Darmstadt        | 17.7                         | 0.5                        | 42.8                        | 45.8                                  | Farmacêutica          |
| 23            | 621                          | Vonovia                          | Bochum           | 4.8                          | 2.7                        | 56.5                        | 25.8                                  | Corretagem            |
| 24            | 624                          | Evonik Industries                | Essen            | 17.7                         | 1.1                        | 24.7                        | 14.3                                  | Chemicals             |
| 25            | 626                          | RWE                              | Essen            | 24.8                         | 0.4                        | 98.3                        | 15.8                                  | Electric utility      |
| 26            | 667                          | Porsche SE                       | Stuttgart        | 0.1                          | 4.1                        | 38.5                        | 22.2                                  | Automotiva            |
| 27            | 672                          | Deutsche Börse                   | Frankfurt        | 3.7                          | 1.0                        | 180.2                       | 24.2                                  | Finanças              |
| 28            | 710                          | Uniper                           | Düsseldorf       | 92.2                         | −0.5                       | 65.9                        | 11.2                                  | Electric utility      |
| 29            | 761                          | Covestro                         | Leverkusen       | 17.2                         | 2.2                        | 12.9                        | 10.9                                  | Chemicals             |
| 30            | 780                          | Infineon Technologies            | Munich           | 9.2                          | 1.3                        | 12.7                        | 27.3                                  | Tecnologia            |
| 31            | 809                          | EnBW                             | Karlsruhe        | 24.3                         | 0.3                        | 48.4                        | 9.6                                   | Electric utilities    |
| 32            | 820                          | Deutsche Wohnen                  | Berlin           | 1.7                          | 2.2                        | 29.0                        | 16.0                                  | Corretagem            |
| 33            | 847                          | ThyssenKrupp                     | Essen            | 43.3                         | 0.1                        | 40.1                        | 9.5                                   | Conglomerado          |
| 34            | 960                          | Beiersdorf                       | Hamburg          | 8.5                          | 0.9                        | 10.2                        | 23.7                                  | Consumer goods        |
| 35            | 992                          | TUI AG                           | Hanover          | 23.2                         | 0.8                        | 16.3                        | 6.5                                   | Hospitality           |
| 36            | 1026                         | Schaeffler Group                 | Herzogenaurach   | 16.8                         | 1.0                        | 14.6                        | 6.3                                   | Partes automotivas    |
| 37            | 1113                         | Knorr-Bremse                     | Munich           | 7.0                          | 0.7                        | 7.1                         | 18.1                                  | Tecnologia            |
| 38            | 1252                         | Metro AG                         | Düsseldorf       | 32.3                         | 0.4                        | 17.9                        | 6.1                                   | Verejo                |
| 39            | 1260                         | Brenntag                         | Essen            | 14.8                         | 0.5                        | 8.9                         | 8.4                                   | Chemicals             |
| 40            | 1312                         | Wüstenrot &amp; Württembergische | Stuttgart        | 7.5                          | 0.3                        | 82.0                        | 2.0                                   | Finançass             |
| 41            | 1341                         | KION Group                       | Frankfurt        | 9.4                          | 0.5                        | 14.8                        | 8.1                                   | Tecnologia            |
| 42            | 1522                         | Ceconomy                         | Düsseldorf       | 25.5                         | −0.3                       | 12.5                        | 2.2                                   | Verejo                |
| 43            | 1536                         | Hella                            | Lippstadt        | 8.5                          | 0.8                        | 7.1                         | 6.2                                   | Partes automotivas    |
| 44            | 1569                         | MTU Aero Engines                 | Munich           | 5.4                          | 0.5                        | 8.2                         | 11.9                                  | Aerospace and defense |
| 45            | 1571                         | LEG Immobilien                   | Düsseldorf       | 0.9                          | 1.0                        | 12.9                        | 7.4                                   | Corretagem            |
| 46            | 1679                         | Deutsche Pfandbriefbank          | Unterschleißheim | 2.2                          | 0.2                        | 66.0                        | 1.9                                   | Bancário              |
| 47            | 1709                         | BayWa                            | Munich           | 19.6                         | 0.0                        | 8.6                         | 1.1                                   | Verejo                |
| 48            | 1751                         | Wirecard                         | Aschheim         | 2.3                          | 0.4                        | 6.0                         | 16.7                                  | Finanças              |
| 49            | 1780                         | Aareal Bank                      | Wiesbaden        | 1.4                          | 0.4                        | 48.8                        | 2.1                                   | Bancário              |
| 50            | 1812                         | Nürnberger Versicherung          | Nuremberg        | 5.1                          | 0.1                        | 35.1                        | 0.9                                   | Seguros               |
| 51            | 1842                         | Zalando                          | Berlin           | 6.4                          | 0.1                        | 3.7                         | 11.6                                  | E-commerce            |
| 52            | 1853                         | Fraport                          | Frankfurt        | 4.1                          | 0.6                        | 13.3                        | 7.6                                   | Transporte            |
| 53            | 1982                         | Lanxess                          | Cologne          | 9.4                          | 0.4                        | 10.3                        | 5.6                                   | Chemicals             |